# Willy Puchner

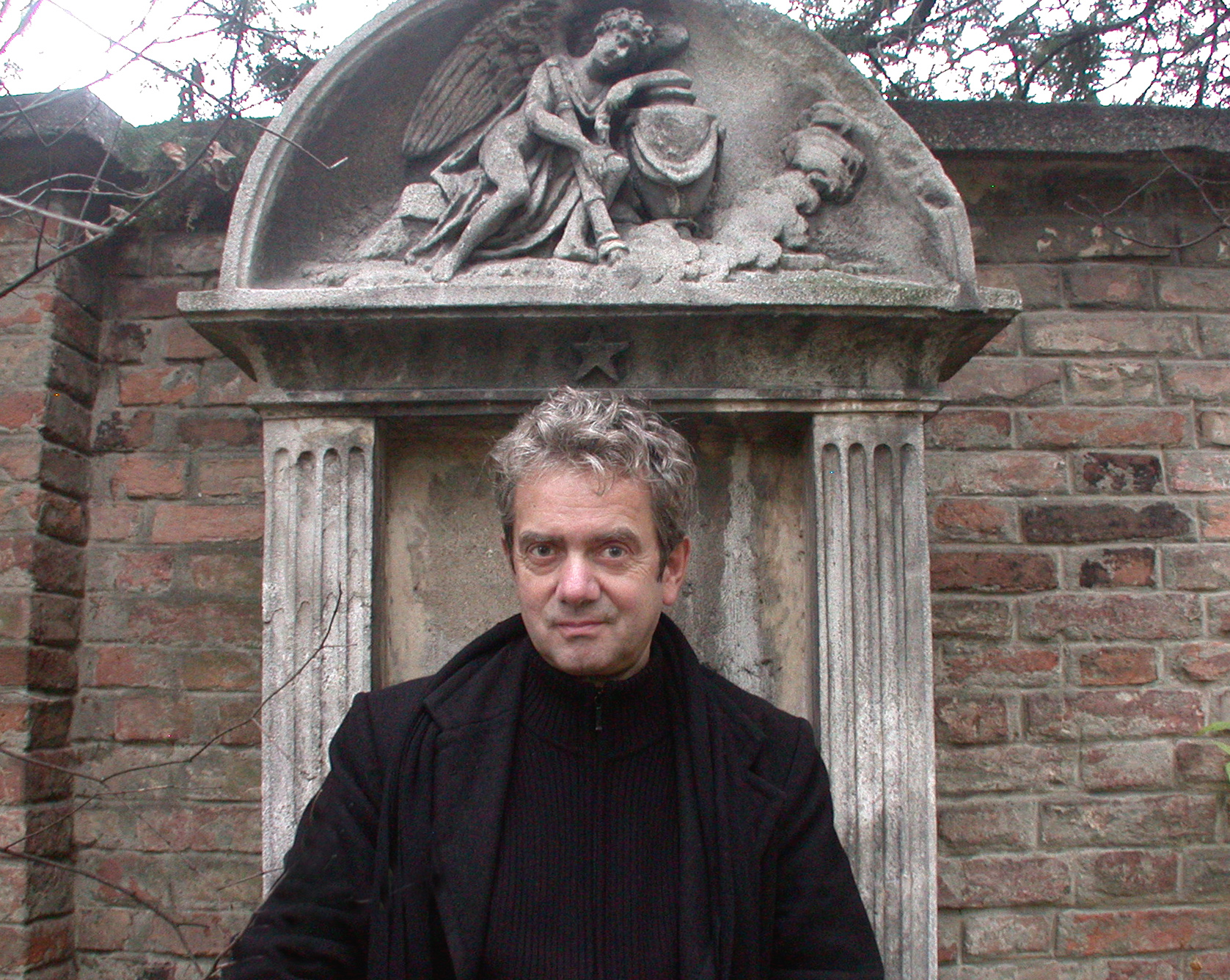
Willy Puchner

Willy Puchner (* 15. März 1952 in Mistelbach, Niederösterreich) ist ein österreichischer Fotograf, Künstler, Zeichner und Autor.

## Leben
Willy Puchner wuchs in der niederösterreichischen Bezirkshauptstadt Mistelbach als Sohn eines Fotografenehepaars auf. Von 1967 bis 1974 besuchte er die Graphische Bundes-Lehr- und Versuchsanstalt in Wien, Abteilung Fotografie. Danach war er Lehrer für zwei Jahre an derselben Schule. Seit 1978 freischaffender Fotograf, Zeichner, Künstler und Autor. Von 1983 bis 1988 studierte er Philosophie, Publizistik, Geschichte und Soziologie. 1988 approbierte er mit einer Diplomarbeit in Sozialphilosophie mit dem Titel Über private Fotografie. Seit 1989 regelmäßige Mitarbeit bei der Wiener Zeitung.
Berühmt wurde Willy Puchner mit dem Projekt Die Sehnsucht der Pinguine. Er reiste mit den Polyester-Pinguin-Figuren Joe & Sally vier Jahre lang ans Meer und in die Wüste, nach New York, Sydney, Peking und Paris, nach Venedig, Tokio, Honolulu und Kairo, um sie dort im Bild festzuhalten. Freddy Langer schrieb über dieses Projekt in der Frankfurter Allgemeinen Zeitung: „Vor berühmten Sehenswürdigkeiten ließ er sie posieren, als handele es sich um Urlauber – und fotografierte sie. So schuf er das wohl schönste Reisefotoalbum des zwanzigsten Jahrhunderts: ‚Die Sehnsucht der Pinguine‘.“
Seine gezeichneten und handgeschriebenen (Reise)-Materialbücher, erschienen als Tagebuch der Natur (2001) und Illustriertes Fernweh (2006), sind „eine ruhelose Vermessung der Welt“, vielleicht auch der Wunsch, seinen eigenen Platz im Koordinatensystem des Globus zu finden (siehe auch „Buchillustration“).
Willy Puchner arbeitete viel mit alten Menschen, dabei entstanden die Projekte Die 90-jährigen, Dialog mit dem Alter, Die 100-jährigen, Lebensgeschichte und Fotografie und Liebe im Alter.

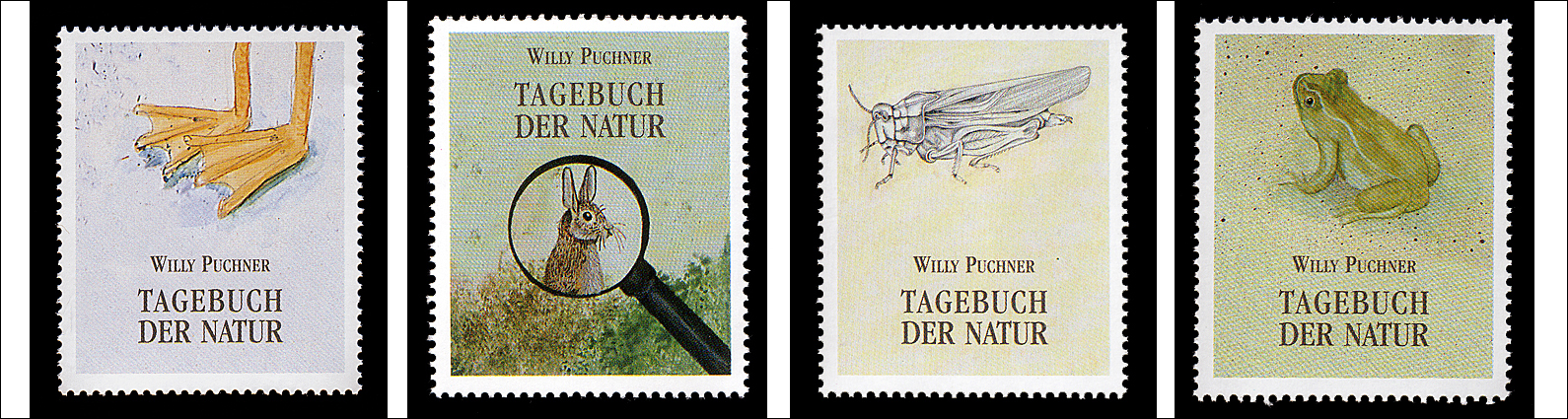
Willy Puchner – Bilder aus dem Tagebuch der Natur

## Ausstellungen (Auswahl)
- 1980: Wien, MUMOK, Bäume
- 1980: Wien, Niederösterreichische Galerie Künstlerhaus, Die 90-Jährigen
- 1981: Wien, Palais Pálffy, Beharrliche Bilder
- 1982: Wien, Museum des 20. Jahrhunderts, Türkische Lebensräume
- 1983: Wien, Museum Moderner Kunst, Dorfbilder
- 1984: Bad Ischl, Österreichisches Fotomuseum, Dorfbilder
- 1992: Graz, Steirischer Herbst, Die Sehnsucht der Pinguine
- 2001: Wien, Galerie Atrium ed Arte, Auf Reisen zu Hause
- 2001: Wien, Naturhistorisches Museum, Tagebuch der Natur
- 2005: Wien, Galerie Atrium ed Arte, Stopover New York
- 2005: Wien, Galerie Peithner-Lichtenfels, Ich bin …
- 2007: Wien, Hauptbücherei Wien, Illustriertes Fernweh
- 2008: Wien, Naturhistorisches Museum, Willy Puchners Tierleben
- 2008: Salzburg, Literaturhaus Salzburg, Illustriertes Fernweh
- 2008: Wien, Fotogalerie Wien, Liebe im Alter
- 2009: Wien, Galerie Peithner-Lichtenfels, Die Schöpfung ist ein seltsames Spiel
- 2012: Berlin, Österreichisches Kulturforum, Ein Hase auf Reisen[2]
- 2014: München, Internationale Jugendbibliothek, Schloss Blutenburg, "Willy Puchners Universum"[3]
- 2015: Tiflis ABC der fabelhaften Prinzen und Prinzessinnen, Tbilisi Book Days,[4]
- 2017: Wien, Hauptbücherei Wien, Fabelhaftes Meer[5]
- 2020: Wien, Künstlerhaus, Mein Kater Tiger

### Internationale Ausstellungen
- Deutschland: Berlin, Braunschweig, Bremen, Frankfurt am Main, Kleve, München
- Japan: Tokyo, Osaka, Oita, Nagoya, Sapporo
- Vereinigte Staaten: Norfolk, Washington (D.C.)
- Libanon: Beirut
- Indien: Bombay
- Georgien: Tiflis

## Publikationen
- Bäume. Mit einem Text von Henry David Thoreau. 1980, ISBN 3-85447-271-4.
- Zum Abschied, zur Wiederkehr. Mit Texten von Hermann Hesse. 1981, ISBN 3-206-01222-8.
- Gestaltung mit Licht, Form und Farbe. 1981, ISBN 3-87467-207-7.
- Bilder österreichischer Städte. Mit einem Text von Harald Sterk. 1982, ISBN 3-217-01262-3.
- Strahlender Untergang. Mit einem Text von Christoph Ransmayr. 1982, ISBN 3-85447-006-1.
- Andalusien. Mit einem Text von Walter Haubrich. 1983, ISBN 3-7658-0420-7.
- Bilder österreichischer Landschaft. Mit einem Text von Harald Sterk. 1983, ISBN 3-217-01189-9.
- Die Wolken der Wüste. Mit einem Text von Manfred Pichler. 1983, ISBN 3-89416-150-7.
- Dorf-Bilder. 1983, ISBN 3-218-00387-3.
- Zugvögel seit jeher. Mit einem Text von Erich Hackl. 1983, ISBN 3-210-24848-6.
- Das Herz des Himmels. Mit einem Text von Erich Hackl. 1985, ISBN 3-210-24813-3.
- Die Sehnsucht der Pinguine. 1992, ISBN 3-446-17200-9.
  - Die Sehnsucht der Pinguine. Überarbeitete Neuausgabe, 2004, ISBN 3-89405-518-9.
- Ich bin … 1997, ISBN 3-7918-2910-6.
- Tagebuch der Natur. 2001, ISBN 3-85326-244-9.
- Flughafen. Eine eigene Welt. 2003, ISBN 3-85326-277-5.
- Illustriertes Fernweh. Vom Reisen und nach Hause kommen. 2006, ISBN 3-89405-389-5.
- Wien. Vergnügen und Melancholie. 2008, ISBN 3-85033-159-8.
- Willy Puchners Tierleben. 2008, ISBN 3-85033-200-4.
- Willy Puchners Welt der Farben. Residenz Verlag, Salzburg 2011, ISBN 3-7017-2081-9.
- Ein Hase auf Reisen. Bloomsbury, Berlin 2012, ISBN 978-3-8270-5521-7.
- ABC der fabelhaften Prinzessinnen. NordSüd Verlag, Zürich 2013, ISBN 978-3-314-10129-8.
- Hans im Glück. NordSüd Verlag, Zürich 2014, ISBN 978-3-314-10158-8.
- ABC der fantastischen Prinzen. NordSüd Verlag, Zürich 2014, ISBN 978-3-314-10232-5.
- Unterwegs, mein Schatz! Nilpferd im G&G Verlag, Wien 2015, ISBN 978-3-7074-5100-9.
- Fabelhaftes Meer. Nilpferd im G&G Verlag, Wien 2017, ISBN 978-3-7074-5186-3.
- Ich bin … (überarbeitete Neuausgabe) Wien 2018, ISBN 978-3-902364-36-4.
- Willys Wunderwelt. NordSüd Verlag, Zürich 2019, ISBN 978-3-314-10410-7.
- Willy Puchners Phantastische Welt der Farben. Nilpferd im G&G Verlag, Wien 2019, ISBN 978-3-70745229-7.
- Mein Kater Tiger. Nilpferd im G&G Verlag, Wien 2020, ISBN 978-3-70745230-3.
- Ich bin … (überarbeitete Neuausgabe). Vermes-Verlag, 2023, ISBN 978-3-903300-72-9.
- Unterwegs mit Billy und Lilly. Vermes-Verlag, 2024, ISBN 978-3-903300-91-0.
- Ansichten der Natur. NordSüd Verlag, Zürich 2025, ISBN 978-3-314-10718-4.

### Veröffentlichungen in Zeitschriften
Puchner arbeitet seit 1989 als freiberuflicher Redakteur für die Wiener Zeitung. Darüber hinaus hatte er Veröffentlichungen in den Zeitschriften Extrablatt, Universum, Falter, Konkret, Eselsohr, Mare, Stern, GEO, Life (USA), Corriere della Sera (Italien), Marco Polo (Japan) und vielen anderen.
Im wöchentlichen Reiseblatt der Frankfurter Allgemeinen Zeitung veröffentlichte Puchner bis Oktober 2021 100 ganzseitige Texte, Zeichnungen und Collagen mit dem Titel Puchners Farbenlehre. Bis Januar 2025 erschienen  im wöchentlichen Reiseblatt der Frankfurter Allgemeinen Zeitung 28 ganzseitige Texte, Zeichnungen und Collagen mit dem Titel Puchners Ansichten der Natur.

## Film
- Drehbuch (mit anderen): für den Kinofilm „Kino im Kopf“, Regie: Michael Glawogger, Wien 1996

## Auszeichnungen
- 1983: Theodor-Körner-Preis für Bildende Kunst
- 1988: Theodor-Körner-Preis für Sozialwissenschaft
- 2002: Österreichischer Staatspreis für Kinder- und Jugendliteratur für Tagebuch der Natur
- 2002: Kinderbuchpreis der Stadt Wien für Tagebuch der Natur
- 2002: Die besten 7 Februar 2002 für Tagebuch der Natur
- 2011: Kröte des Monats Oktober für  Willy Puchners Welt der Farben
- 2011: Kunstmediator 2011
- 2012: Österreichischer Staatspreis für Kinder- und Jugendliteratur für Willy Puchners Welt der Farben[7]
- Oktober 2012 Die besten 7 Bücher für junge Leser für Ein Hase auf Reisen.[8]
- 2012: Kinder- und Jugendbuchpreis der Stadt Wien (Illustrationspreis) für Willy Puchners Welt der Farben
- 2014: Anerkennungspreis des St.-Leopold-Friedenspreises für sein Werk Dialog mit dem Alter[9]
- 2016: Kinderbuchpreis der Stadt Wien für Unterwegs, mein Schatz![10]
- 2019: LESERstimmen – Der Preis der jungen LeserInnen für Fabelhaftes Meer![11]
- 2022: Österreichischer Kunstpreis für Kinder- und Jugendliteratur[12][13]